# Harpalus ventralis
Harpalus ventralis är en skalbaggsart som beskrevs av Leconte. Harpalus ventralis ingår i släktet Harpalus och familjen jordlöpare. Inga underarter finns listade i Catalogue of Life.